# CAC ワイラウェイ
CAC ワイラウェイ
第21飛行隊所属のワイラウェイ（1940年）
- 用途：練習機/多用途機
- 製造者：コモンウェルス・エアクラフト
- 運用者： オーストラリア（オーストラリア空軍/海軍）
- 初飛行：1939年3月27日
- 生産数：755機
- 運用状況：退役

CAC ワイラウェイ（CAC Wirraway）は、オーストラリアのコモンウェルス・エアクラフト社が生産したレシプロ練習機である。
同社が初めて生産した航空機であり、ワイラウェイとはアボリジニの言葉で「挑戦」を意味する。ウィラウェイとも表記する。

## 概要
1936年に設立されたコモンウェルス・エアクラフト社（以下CAC）は、航空技術委員会がアメリカを訪問した後、ノースアメリカン社のNA-16練習機と、同機に搭載されるR-1340エンジンのライセンス生産に合意した。こうして製造されることとなった本機は、ノースアメリカン社ではNA-33、CACではCA-1の型式で呼ばれ、オーストラリア製の初号機は1939年3月27日に初飛行した。外見は原型を同じくするT-6 テキサンとよく似ているが、主翼以外が未だ羽布張りである点と、3枚プロペラを採用した点が大きな違いであった。
初飛行から4か月後には早くもオーストラリア空軍に最初の3機が納入され、第二次世界大戦が勃発したことで発注機数も増加、40機生産されたCA-1に続きCA-3（60機）、CA-5（32機）、CA-7（100機）、CA-8（200機）、CA-9（188機）、CA-16（135機）と改良されていき、最終的に755機が1946年までに生産された。軽爆撃機型のCA-10は計画のみに終わり、戦後航空隊が設立されたオーストラリア海軍向けに改造された機体はCA-20と呼称された。
CACは本機を元にしてCA-12 ブーメラン戦闘機を開発している他、戦後残った機体の何機かはCA-28 セレス農業機の基となった。

## 実戦投入
太平洋戦争開戦の時点で7個の第一線飛行隊に多用途機として配備されていたが、当時のオーストラリア空軍には戦闘機が不足していたため、武装可能だった本機は応急的な戦闘爆撃機として実戦投入された。主に船団哨戒や対地攻撃、偵察の任務に就き、急降下爆撃の際はJu 87の「ジェリコのラッパ」を真似てスープの空き缶を改造した簡易サイレンを取り付けたこともあった。
戦闘任務にも投入されたが、やはり戦闘機としての性能には限界があり、一式陸攻を迎撃しても速度が足りず捕捉できなかった。ニューブリテン島では1942年1月20日に10機が空爆を避けて離陸した所を高高度から零戦の襲撃を受け、5機が撃墜され3機が大破、雲中に隠れた2機だけが難を逃れるという大敗を喫し作戦不能となってしまった。しかし同年12月26日にはニューギニア方面で零戦1機を急降下からの射撃で撃墜する戦果を挙げており、これが本機唯一の撃墜記録となり、センセーションを巻き起こした。
1943年中頃には、本機を運用していた第一線飛行隊の大半がブーメランなどのより実戦向きな機種に更新しており、本来の役割である練習機として使用されるようになっていった。

## 要目（CA-1）
- 乗員：2名
- 全長：8.48 m
- 全幅：13.11 m
- 全高：2.66 m
- 翼面積：23.76 m2
- 空虚重量：1,811 kg
- 最大離陸重量：2,991 kg

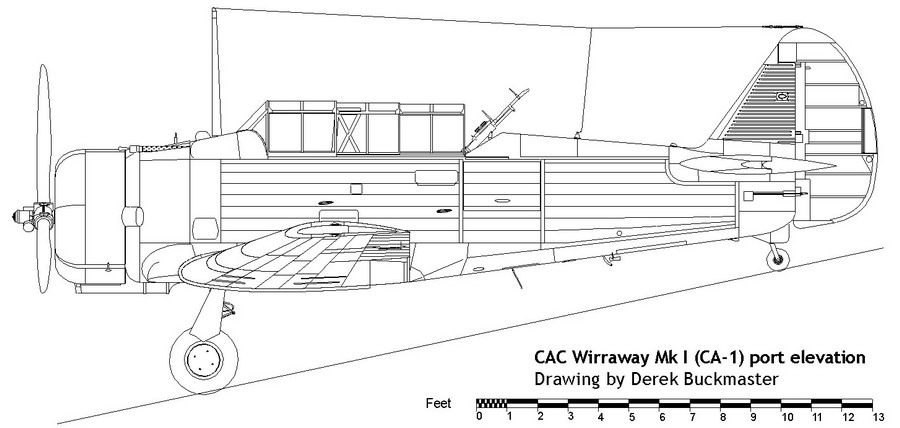
CA-1 側面図

- エンジン：CAC R-1340-S1H1G 星型エンジン（600馬力）×1
- 最大速度：354 km/h（高度5,000 ft）
- 巡航速度：293 km/h（高度5,000 ft）
- 実用上昇限度：7,010 m
- 航続距離：1,159 km

- 武装：
  - 機銃：ヴィッカース Mk V 7.7 mm機銃×2（前方射撃用）、ヴィッカース Mk I 7.7 mm旋回機銃×1
  - 機外兵装搭載量：454 kg